# Louis-Ferdinand Martial
Pour les articles homonymes, voir Martial.
Louis-Ferdinand Martial, né le 8 avril 1836 à Saint-Pierre (Martinique) et mort le 10 septembre 1885 à Yantai (ex-Chefoo, Chine), est un capitaine de frégate et explorateur français. 
Il a commandé l’expédition scientifique française La Romanche en Terre de Feu entre 1882 et 1883,.

## Biographie
Lorsque le Congrès météorologique international de 1879 décide de l’organisation d'une Année polaire internationale pour 1881, le capitaine Louis-Ferdinand Martial est choisi pour commander La Romanche, un aviso-transport de la marine nationale devant amener une équipe de scientifique à l'île Hoste, une île à la pointe australe du continent sud-américain, à une quarantaine de kilomètres au sud-est du cap Horn. 
Le navire part de Cherbourg en juillet 1882 et arrive à destination le 6 septembre. Il y dépose alors trois officiers de marine, deux docteurs, Hahn et Paul Hyades et trois naturalistes et poursuit sa route pour mener à bien des travaux d'hydrographie sur les côtes de la Terre de Feu, du détroit de Magellan et des Malouines. Martial triangule ainsi tout le canal du Beagle et l'archipel du cap Horn et lève les rivages du canal du Beagle. Les cartes établies perfectionnent nettement celles de Robert Fitzroy de 1833 et seront même rééditées jusqu'en 1986 par le Service hydrographique de la marine. 
Martial reprend les savants de l'île Hoste le 3 septembre 1883 et revient à Cherbourg le 11 novembre. Pendant le voyage, il découvre la fosse marine qui porte le nom de son navire. 
Le 10 septembre 1885, il meurt d’une maladie endémique au nord de la Chine à l’âge de 49 ans alors qu’il commandait le croiseur à barbette Champlain,. La publication des résultats de l'expédition, retardée par cette mort, sera menée à bien par Paul Hyades.
Une montagne fuégienne porte son nom en son honneur.

## Publications
- Expédition scientifique du cap Horn. Notes sur les recherches hydrographiques et sur les sondages de la Romanche par M. Martial. Détermination des longitudes de la baie Orange et du cap Horn par M. René de Carfort, Annales hydrographiques, 1er septembre 1884
- Mission scientifique du cap Horn (1882-1883), 9 vol, 1885-1891.